# Campeonato Nacional de Fútbol de Salón
El Campeonato Nacional de Fútbol de Salón es el máximo evento de selecciones regionales en categoría mayores masculina de futsal del Paraguay. Es organizado por la Federación Paraguaya de Fútbol de Salón (FPFS).

## Historia
En el año 1965 se llevó a cabo la primera edición, posterior a esto se desarrolló el campeonato de forma bienal hasta el año 1976, a partir de este año, hasta la fecha, el torneo se llevó a cabo todos los años.
Desde sus inicios hasta el 2008, el campeonato fue organizado por la Federación de Fútbol de Salón del Interior (FEFUSI), a partir de la 39ra edición (2009) el torneo es organizado por la Federación Paraguaya de Fútbol de Salón (FPFS).

## Ediciones
| Edición | Temporada | Sede                 | Campeón           |
| ------- | --------- | -------------------- | ----------------- |
| I       | 1965      | Asunción             | Amambay           |
| II      | 1967      | Pedro Juan Caballero | Concepción        |
| III     | 1969      | San Ignacio          | Areguá            |
| IV      | 1971      | Encarnación          | Encarnación       |
| V       | 1974      | San Ignacio          | San Ignacio       |
| VI      | 1976      | Lambaré              | Areguá            |
| VII     | 1977      | Caacupé              | Caacupé           |
| VIII    | 1978      | Caaguazú             | Coronel Oviedo    |
| IX      | 1979      | Encarnación          | Paranaense        |
| X       | 1980      | Ciudad del Este      | Paranaense        |
| XI      | 1981      | Coronel Oviedo       | Caaguazú          |
| XII     | 1982      | Concepción           | Lambaré           |
| XIII    | 1983      | Villa Hayes          | Paranaense        |
| XIV     | 1984      | Caacupé              | Paranaense        |
| XV      | 1985      | Ciudad del Este      | Paranaense        |
| XVI     | 1986      | Villarrica           | Paranaense        |
| XVII    | 1987      | Encarnación          | Amambay           |
| XVIII   | 1988      | Villa Hayes          | Villa Hayes       |
| XIX     | 1989      | Pedro Juan Caballero | Villarrica        |
| XX      | 1990      | Encarnación          | Amambay           |
| XXI     | 1991      | Ciudad del Este      | Paranaense        |
| XXII    | 1992      | Mariano Roque Alonso | Paranaense        |
| XXIII   | 1993      | Caaguazú             | Presidente Franco |
| XXIV    | 1994      | San Ignacio          | Amambay           |
| XXV     | 1995      | Pedro Juan Caballero | Amambay           |
| XXVI    | 1996      | Concepción           | Concepción        |
| XXVII   | 1997      | Villa Hayes          | Amambay           |
| XXVIII  | 1998      | Caaguazú             | Caaguazú          |
| XXIX    | 1999      | Presidente Franco    | Presidente Franco |
| XXX     | 2000      | Mariano Roque Alonso | Amambay           |
| XXXI    | 2001      | Encarnación          | Presidente Franco |
| XXXII   | 2002      | Presidente Franco    | Presidente Franco |
| XXXIII  | 2003      | Coronel Oviedo       | Amambay           |
| XXXIV   | 2004      | Caacupé              | Caacupé           |
| XXXV    | 2005      | Ciudad del Este      | Presidente Franco |
| XXXVI   | 2006      | Villa Hayes          | Villa Hayes       |
| XXXVII  | 2007      | Pedro Juan Caballero | Amambay           |
| XXXVIII | 2008      | Coronel Oviedo       | Presidente Franco |
| XXXIX   | 2009      | Caaguazú             | Caaguazú          |
| XL      | 2010      | Ypacaraí             | Ypacaraí          |
| XLI     | 2011      | Concepción           | Presidente Franco |
| XLII    | 2012      | Presidente Franco    | Presidente Franco |
| XLIII   | 2013      | Horqueta             | Horqueta          |
| XLIV    | 2014      | Villarrica           | Paranaense        |
| XLV     | 2015      | San Ignacio          | Horqueta          |
| XLVI    | 2016      | Concepción           | Concepción        |
| XLVII   | 2017      | Itapúa               | Villa Hayes       |
| XLVIII  | 2018      | Alto Paraná          | Presidente Franco |
| XLIX    | 2019      | Alto Paraná          | Ñemby             |
| L       | 2020      | Misiones             | Presidente Franco |
| LI      | 2021      | Amambay              | Amambay           |
| LII     | 2023      | Cordillera           | Presidente Franco |
| LIII    | 2024      | Coronel Oviedo       | Paranaense        |
| LIV     | 2025      | Villa Elisa          | Presidente Franco |

## Palmarés
| Selección         | Títulos | Torneos logrados                                                         |
| ----------------- | ------- | ------------------------------------------------------------------------ |
| Presidente Franco | 12      | (1993, 1999, 2001, 2002, 2005, 2008, 2011, 2012, 2018, 2020, 2023, 2025) |
| Amambay           | 10      | (1965, 1987, 1990, 1994, 1995, 1997, 2000, 2003, 2007, 2021)             |
| Paranaense        | 10      | (1979, 1980, 1983, 1984, 1985, 1986, 1991, 1992, 2014, 2024)             |
| Villa Hayes       | 3       | (1988, 2006, 2017)                                                       |
| Concepción        | 3       | (1967, 1996, 2016)                                                       |
| Caaguazú          | 3       | (1981, 1998, 2009)                                                       |
| Horqueta          | 2       | (2013, 2015)                                                             |
| Caacupé           | 2       | (1977, 2004)                                                             |
| Areguá            | 2       | (1969, 1976)                                                             |
| Ñemby             | 1       | (2019)                                                                   |
| Ypacaraí          | 1       | (2010)                                                                   |
| Villarrica        | 1       | (1989)                                                                   |
| Lambaré           | 1       | (1982)                                                                   |
| Coronel Oviedo    | 1       | (1978)                                                                   |
| San Ignacio       | 1       | (1974)                                                                   |
| Encarnación       | 1       | (1971)                                                                   |